# IC 2303
IC 2303 ist ein Stern im Sternbild Krebs auf der Ekliptik, den der Astronom Max Wolf am 13. Februar 1901 fälschlich als IC-Objekt  beschrieb.